# Climacodon pulcherrimus
Climacodon pulcherrimus är en svampart som först beskrevs av Berk. & M.A. Curtis, och fick sitt nu gällande namn av T. L. Nikolajeva 1961. Climacodon pulcherrimus ingår i släktet Climacodon och familjen Phanerochaetaceae.   Inga underarter finns listade i Catalogue of Life.

## Bildgalleri

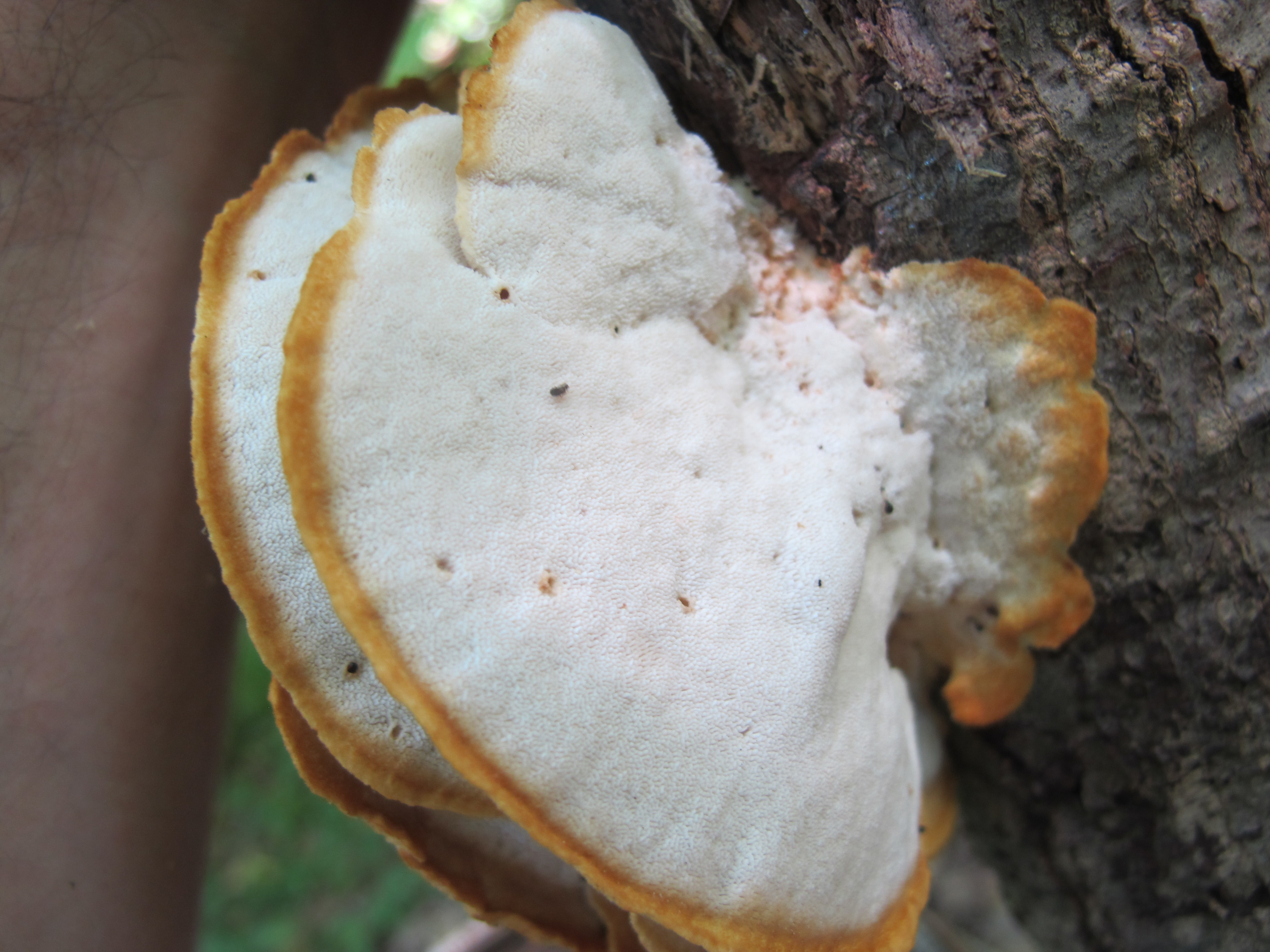